# Игуман Захарија (Митић)
Захарија Митић (Зајечар, 31. март 1977) протосинђел је Српске православне цркве и старешина Манастира Свете Тројице у Горњој Каменици.

## Биографија
Игуман Захарија (Митић) рођен је 31. марта 1977. године у Зајечару, од честитих и побожних родитеља. Основно образовање стекао је у родном месту.
Након завршене средње медицинске школе и Факултета за физичко васпитање (ДИФ) у Приштина, започиње свој монашки пут у Манастиру Буково код Неготина, где ступа као искушеник 20. октобра 2002. године. Замонашен је 10. јуна 2006. године у Манастиру Буково од стране епископа тимочкога господина Јустина Стефановића, добивши на монашењу монашко име Захарија.
Рукоположен је у чин јерођакона 14. јуна 2011. године у Букову, а у чин јеромонаха 19. јуна 2011. године у цркви Светог Архангела Михаила у Костолову код Кладова. Одбранио је 24. априла 2017. године мастер рад из предмета Историја хришћанске Цркве на тему „Богословски спорови између Четвртог и Петог Васељенског Сабора“ на Православном богословском факултету Свети Василије Острошки у Фочи.
Одлуком епископа тимочкога господина Илариона постављен је 10. маја 2020. године за игумана Манастира Свете Тројице у Горњој Каменици.